# Merci Docteur Rey
Merci Docteur Rey is een Frans- Amerikaanse  komediefilm uit 2002. De film werd heel slecht ontvangen en behaalde een zeldzame 0%-score op Rotten Tomatoes, dit betekent dat alle recensies verzamelt door de website negatief waren. 

## Plot
Een jonge man ziet een oudere man vermoord worden terwijl hij een trio heeft. De volgende dag hoort hij van zijn moeder dat zijn vervreemde vader vermoord is.

## Rolverdeling
- Dianne Wiest - Elisabeth Beaumont
- Jane Birkin - Pénélope
- Stanislas Merhar - Thomas Beaumont
- Bulle Ogier - Claude Sabrié
- Karim Saleh - Murderer
- Didier Flamand - Detective
- Roschdy Zem - Taxi Driver
- Nathalie Richard - Radio Interviewer
- Dan Herzberg - Rollerboy
- Jerry Hall - Sybil
- Simon Callow - Bob
- Vanessa Redgrave - Herself